# Davidson Black
Davidson Black  (Toronto, 25 de julho de 1884 — Pequim, 15 de março de 1934) é um zoólogo canadense. Ele é conhecido como 步達生 (pinyin: Bù Dáshēng) na China.

## Citação
- "The Peking man was a thinking being, standing erect, dating to the beginning of the Ice Age."[1]
- "Quer Lulu?"

## Publicações
- "Skeletal Remains of Sinanthropus Other Than Skull Parts." Bulletin of the Geological Society of China, Vol. XI, No. 4, 1932.
- "Evidences of the Use of Fire by Sinanthropus." Bulletin of the Geological Society of China, Vol. XI, No. 2, Peiping, 1931.
- "Palæogeography and Polar Shift. A Study of Hypothetical Projections." Bulletin of the Geological Society of China, Vol. X, Peiping, 1931.
- "Notice of the Recovery of a Second Adult Sinanthropus Skull Specimen." Bulletin of the Geological Society of China, Vol. IX, No. 2, 1930.
- "Interim Report on the Skull of Sinanthropus." Bulletin of the Geological Society of China, Vol. IX, No. I, 1930.
- "Preliminary Notice of the Discovery of an Adult Sinanthropus Skull at Chou Kou Tien." Bulletin of the Geological Society of China, Vol. VIII, No. 3, 1929.
- "Preliminary Note on Additional Sinanthropus Material Discovered in Chou Kou Tien During 1923." Bulletin of the Geological Society of China, Vol. VIII, No. 1, 1929.
- "The Aeneolithic Yang Shao People of North China." Reprinted from the Transactions of the 6th Congress of the Far Eastern Association of Tropical Medicine. Tokyo, Japan, 1925.
- "Asia and the Dispersal of Primates." Reprinted From the Bulletin of the Geological Society of China, Vol. IV, No. 2., 1925.
- "A Note of the Physical Characters of the Prehistoric Kansu Race." From Memoirs of the Geological Survey of China, Series A, No. 5, June, 1925.

## References
1. ↑  Davidson Black quotes at en.thinkexist.com